# 메무로정
메무로정(일본어: 芽室町)은 일본 홋카이도 도카치 종합진흥국 관내에 있는 정이며 도카치 종합진흥국 중심부에 위치한다. 근래에는 오비히로시의 베드타운으로 발전하고 있다. 또한 게이트볼의 발상지로 알려져 있다.
정명의 유래는 아이누어의 ‘메무 오로’(メム・オロ, 샘으로부터 흐르는 강)이다.

## 지리
도카치 종합진흥국 관내 중앙에 위치하고 오비히로시와 접한다.

### 인접한 자치체
- 도카치 종합진흥국
  - 오비히로시
  - 가미카와군 시미즈정
  - 가토군 오토후케정, 시카오이정

- 히다카 진흥국
  - 사루군 히다카정

### 기후
1월 평균 기온은 ―8.3도, 8월 평균 기온은 19.8도이다. 겨울의 냉각은 매우 심하고, -25도 이하가 되는 날도 많다.
| 메무로정의 기후                                              | 메무로정의 기후 | 메무로정의 기후 | 메무로정의 기후 | 메무로정의 기후 | 메무로정의 기후 | 메무로정의 기후 | 메무로정의 기후 | 메무로정의 기후 | 메무로정의 기후 | 메무로정의 기후 | 메무로정의 기후 | 메무로정의 기후 | 메무로정의 기후 |
| 월                                                           | 1월             | 2월             | 3월             | 4월             | 5월             | 6월             | 7월             | 8월             | 9월             | 10월            | 11월            | 12월            | 연간            |
| ------------------------------------------------------------ | --------------- | --------------- | --------------- | --------------- | --------------- | --------------- | --------------- | --------------- | --------------- | --------------- | --------------- | --------------- | --------------- |
| 역대 최고 기온 °C (°F)                                       | 8.2 (46.8)      | 9.4 (48.9)      | 16.5 (61.7)     | 30.7 (87.3)     | 38.1 (100.6)    | 36.3 (97.3)     | 36.5 (97.7)     | 36.8 (98.2)     | 33.2 (91.8)     | 27.4 (81.3)     | 19.9 (67.8)     | 14.9 (58.8)     | 38.1 (100.6)    |
| 일평균 최고 기온 °C (°F)                                     | −2.2 (28.0)     | −1.1 (30.0)     | 3.7 (38.7)      | 11.4 (52.5)     | 17.7 (63.9)     | 21.1 (70.0)     | 24.1 (75.4)     | 25.1 (77.2)     | 21.6 (70.9)     | 15.4 (59.7)     | 7.8 (46.0)      | 0.4 (32.7)      | 12.1 (53.8)     |
| 일일 평균 기온 °C (°F)                                       | −8.3 (17.1)     | −7.3 (18.9)     | −1.6 (29.1)     | 5.3 (41.5)      | 11.2 (52.2)     | 15.0 (59.0)     | 18.7 (65.7)     | 19.8 (67.6)     | 16.1 (61.0)     | 9.4 (48.9)      | 2.6 (36.7)      | −4.9 (23.2)     | 6.3 (43.4)      |
| 일평균 최저 기온 °C (°F)                                     | −15.9 (3.4)     | −15.4 (4.3)     | −7.9 (17.8)     | −0.6 (30.9)     | 5.0 (41.0)      | 10.0 (50.0)     | 14.5 (58.1)     | 15.7 (60.3)     | 11.3 (52.3)     | 3.7 (38.7)      | −2.6 (27.3)     | −11.3 (11.7)    | 0.5 (33.0)      |
| 역대 최저 기온 °C (°F)                                       | −29.9 (−21.8)   | −31.3 (−24.3)   | −27.6 (−17.7)   | −15.6 (3.9)     | −4.2 (24.4)     | −0.1 (31.8)     | 4.5 (40.1)      | 6.0 (42.8)      | 0.1 (32.2)      | −4.8 (23.4)     | −17.4 (0.7)     | −26.0 (−14.8)   | −31.3 (−24.3)   |
| 평균 강수량 mm (인치)                                        | 43.5 (1.71)     | 31.7 (1.25)     | 48.3 (1.90)     | 60.9 (2.40)     | 82.8 (3.26)     | 83.0 (3.27)     | 111.8 (4.40)    | 152.8 (6.02)    | 150.6 (5.93)    | 90.1 (3.55)     | 61.7 (2.43)     | 54.6 (2.15)     | 971.6 (38.25)   |
| 평균 강설량 cm (인치)                                        | 99 (39)         | 81 (32)         | 83 (33)         | 18 (7.1)        | 1 (0.4)         | 0 (0)           | 0 (0)           | 0 (0)           | 0 (0)           | 0 (0)           | 19 (7.5)        | 93 (37)         | 396 (156)       |
| 평균 강수일수 (≥ 1.0 mm)                                     | 6.1             | 5.2             | 7.2             | 8.3             | 9.3             | 9.1             | 10.9            | 11.3            | 11.2            | 8.8             | 7.8             | 6.8             | 102             |
| 평균 강설일수                                                | 10.3            | 9.7             | 10.5            | 2.1             | 0.2             | 0               | 0               | 0               | 0               | 0               | 2.1             | 9.6             | 44.5            |
| 평균 월간 일조시간                                           | 152.3           | 156.6           | 202.5           | 189.9           | 181.8           | 143.3           | 119.5           | 122.6           | 140.0           | 161.8           | 147.7           | 136.7           | 1,854.8         |
| 출처: 일본 기상청 (평년값: 1991년~2020년, 극값: 1977년~현재) |                 |                 |                 |                 |                 |                 |                 |                 |                 |                 |                 |                 |                 |

## 역사
- 1906년 - 메무로촌, 비바이로촌, 비바우시촌, 니시시카리촌, 포네오푸촌 등 5개 촌이 합병해 메무로촌이 성립하였다.
- 1921년 - 메무로촌의 일부를 미카게촌(현 시미즈정의 일부)으로 분리했다.
- 1942년 - 정으로 승격해 메무로정이 되었다.

## 경제
농업은 밭농사와 낙농업이 활발하다. 스위트콘의 작부 면적·수확량은 일본 1위를 자랑한다. 오비히로시와 인접하기 때문에 베드타운으로도 발달하고 있다.

## 교통

### 철도
- 홋카이도 여객철도 네무로 본선

### 도로
- 도토 자동차도
- 국도 38호선